# Brigada Golani
La Brigada Golani (hebreo: חטיבת גולני, también conocida como 1.ª Brigada) es una Brigada de Infantería israelí que se formó el 28 de febrero de 1948, cuando la Brigada Lebanoni en la Alta Galilea se unió a la Brigada Carmeli. Está bajo el mando de la 36.ª División y es una de las Unidades de Infantería más condecorada en las Fuerzas de Defensa Israelíes (FDI).

## Historia
Después de la guerra árabe-israelí de 1948, la Brigada Golani participó en varias incursiones de represalia a comienzo de los años 50. En 1951 contra Siria, en octubre de 1955 en una operación conjunta con la Brigada de Paracaidistas contra Egipto.
En la guerra del Sinaí de 1956, las órdenes de la Brigada eran capturar la zona alrededor de Rafah en el desierto del Sinaí. 
El símbolo de la Brigada es un olivo verde con sus raíces en campo amarillo. Los colores verde y amarillo simbolizan las verdes colinas de Galilea, donde la Brigada tenía su base en el tiempo de su fundación, y el olivo es conocido por sus fuertes raíces que penetran y sujetan firmemente la tierra, reflejando la conexión de la Brigada con la herencia del Estado de Israel, por lo cual fue elegido este símbolo. El campo amarillo sobre el que el árbol se encuentra refleja el papel de la Brigada en el sur del país en 1948, cuando tomaron Eilat, la ciudad más al sur de Israel. Los soldados primigenios del Golani eran granjeros y nuevos inmigrantes, por lo que la fuerte conexión con la tierra era algo importante que simbolizar. Por esta razón, los soldados del Golani son conocidos por las boinas marrones, que ganaron por el papel que desempeñaron en la Operación Entebbe en Uganda, en 1976. El marrón simboliza la conexión de la Brigada con la tierra del suelo de Israel. Esto hace un fuerte contraste con otras brigadas de infantería israelíes, que tienen brillantes colores (morado, verde brillante, rojo). 
En la Alta Galilea, localizado al norte de Haifa, en el Cruce Golani, se encuentra el Museo de la Brigada Golani, conmemorando la Brigada y sus tropas caídas en combate. También se usa como batallón ceremonial.
Elementos de la Brigada Golani son frecuentemente empleados para misiones particularmente difíciles, que requieren una infantería altamente especializada. Algunos incidentes como el de finales de los 90, provocaron un escándalo en la Brigada, cuando dos compañías de la unidad se rebelaron contra sus oficiales, dejaron su equipo en tierra y se fueron a sus casas. La razón es compleja, esencialmente, se debió a la inmadurez de ambos oficiales noveles, los cuales aplicaron una disciplina muy severa a sus subordinados, provocando graves humillaciones. Cerca de 70 soldados que se habían rebelado fueron encarcelados, y ambas compañías una de ellas conocida como los “Mustang” que contenía muchos soldados veteranos de la compañía de reconocimiento, fueron disueltas. Esto fue un ejemplo para que no se repitiera la situación.
El equipamiento de la Brigada Golani incluye un buen número de transportes armados acorazados Achzarit, los cuales se construyeron sobre los chasis de tanques soviéticos capturados T-55, modificados con un nuevo motor de 850 Cv. El Achzarit es un vehículo fuertemente acorazado, diseñado para las necesidades del combate urbano, después de que los M-113 israelíes se demostraran ineficaces contra el ataque de bombas trampa, minas y granadas anticarro (RPG).
La compañía de reconocimiento de la Golani o Sayeret Golani, es una de las unidades de fuerzas especiales más respetadas de las FDI, uno de sus entrenamientos más difíciles se desarrolla en un área conocida como “100” en la Alta Galilea. Esta unidad en conjunción con la Sayeret Matkal, retomó la posición del monte Hermon en la guerra del Yom Kippur en 1973. Los soldados de esta unidad son tan entregados, que en 1994 uno de sus especialistas, un jefe de equipo (Segundo teniente, destinado al mando de una pequeña unidad de reconocimiento) sobrevivió tras pasar por un campo minado de Hezbolá, después de que su pierna derecha, fuera volada por una mina. El mismo se aplicó un torniquete en la pierna, para no poner en peligro a ninguno de sus compañeros. Es ahora un comandante superior de las FDI.
En 1976 elementos de la Brigada Golani, fueron enviados a la famosa Operación Entebbe en Entebbe (Uganda), para rescatar 246 rehenes judíos del vuelo 139 de Air France, secuestrado por terroristas de la OLP, que lo abordaron durante un repostaje en Atenas. La operación fue un éxito, pero el comandante de la misión Yonatan Netanyahu, hermano del actual (2010) primer ministro de Israel Binyamin Netanyahu, resultó muerto durante la acción.
En 2004 la Golani operó en la frontera norte de Israel y en la Cisjordania (principalmente Yenín). Durante 2004 y 2005 un batallón de la Golani reforzó la Brigada Givati en la Franja de Gaza.
En julio de 2006 durante la Guerra del Líbano de 2006, la Brigada Golani luchó contra Hezbolá en el Sur del Líbano. Como resultado de los combates murieron quince soldados de la Brigada y fueron abatidos cincuenta combatientes de Hezbolá.
En enero de 2009 la Brigada Golani participó en la operación Plomo Fundido en el contexto del conflicto de la Franja de Gaza de 2008-2009, durante los combates tres soldados de la brigada, fueron abatidos en el norte de Gaza por milicianos de Hamás. Otros tres resultaron heridos de gravedad y unos veinte más recibieron heridas de escasa consideración, las bajas de Hamás durante los combates con la Golani no han sido cuantificadas.

### Guerra Israel-Gaza
El 12 de diciembre de 2023, durante la guerra Israel-Gaza siete soldados de la brigada murieron en una emboscada durante el asedio de la ciudad de Gaza. La mayoría de las víctimas mortales fueron oficiales de alto rango como el coronel Yitzhak Ben-Bashat, comandante del equipo de mando avanzado de la Brigada, y el teniente coronel Tomer Grinberg, comandante del 13.º Batallón que había luchado en las batallas alrededor de Nahal Oz en Israel durante dos meses. Algunos días después, y debido al número sorprendentemente alto de muertes que sufrió la brigada debido a la resistencia de Hamás, fue evacuada de la ciudad de Gaza.
El 13 de octubre de 2024, Hezbolá efectuó un ataque con drones contra la base de entrenamiento de la Brigada Golani situada en Binyamina, al sur de Haifa. El ataque hirió al menos a 61 militares israelíes, al menos cuatro murieron y siete resultaron heridos de gravedad. Según un comunicado del grupo armado, la acción fue en respuesta a los «ataques sionistas, particularmente en los barrios de Al Nwaireh y Al Basta, en la capital Beirut y otras regiones libanesas». El jefe del Estado Mayor del Ejército israelí, Herzi Halevi, reconoció que el ataque «es difícil y ha causado resultados dolorosos».
El 23 de marzo de 2025, soldados de la Brigada Golani perpetraron la masacre del convoy humanitario de Rafah, en la que murieron al menos quince trabajadores humanitarios palestinos, entre ellos ocho miembros de la Media Luna Roja Palestina, cinco miembros de la defensa civil y un empleado de una agencia de la ONU. En el momento de los asesinatos, los soldados actuaban bajo el mando del general de brigada Yehuda Vach, quien tiene un historial de establecer «zonas de exterminio» en Gaza donde se asesina a civiles y de decir a sus subordinados que «no hay inocentes en Gaza». También estuvieron presentes en el lugar agentes de campo de la Unidad 504, una unidad de inteligencia militar con reputación de crueldad y actos de tortura.

## Unidades
- 12.º "Barak"/"Rayo" Batallón de Infantería
- 13.º "Gideon" Batallón de Infantería
- 51.º "Ha’bokim Ha’rishonim"/"Los Primeros en la Brecha" Batallón de Infantería
- Egoz"/"Nogal" Batallón de Reconocimiento (Fuerzas Especiales Antiguerrilla)
- Batallón de Tropas Especiales
  - Compañía Antitanque
  - Compañía de Ingenieros
  - 95.º "Tigre Volador" Compañía de Reconocimiento
- 351.ª Compañía de Señales